# Литовсько-московська війна (1487—1494)
Литовсько-московська війна 1487—1494 (Прикордонна війна) — війна князівства Московського, в союзі з Кримським ханством, проти Великого князівства Литовського, Руського і Жемайтійського в союзі з ханом Великої Орди Ахматом, що було об'єднано особистою унією (Кревська унія) з Королівством Польським під керівництвом Великого князя Казимира IV.

## Опис
До 1480-х рр. Велике князівство Московське підкорило собі Новгородську землю, Велике князівство Тверське, а в 1487 московські війська взяли Казань та зробили своїм васалом Казанське ханство. Одночасно, в Москві формується доктрина «Третього Риму» й московські князі починають активно «збирати руські землі», що входили раніше до Київської Русі.
У другій половині XV століття Московське князівство розпочало активний наступ на українські й білоруські землі. В той же час, після громадянської війни у ВКЛ (1432—1438) та невдалою спроби створити Велике князівство Руське, деякі з українських магнатів та князів вирішують звернутись за допомогою до Москви. Не погоджуючись з політикою об'єднання Литовсько-Руської держави з Польщею, вони вели переговори з московським князем й навіть почали переходити до Московського князівства.
Влітку 1482 р. московський князь Іван III Васильович відправляє кримському хану Менґлі I Ґераю посольство, цінні подарунки та значну суму грошей з намовлянням напасти на руські (українські) землі. Менґлі Ґерай, за цим намовлянням московського князя, вийшов в похід на Київ. 1 вересня він здобув місто, спалив собори і церкви, взяв в полон багато людей. В подарунок московському князю Івану хан вислав віз з награбованим добром з київських соборів і церков, в тому числі іконостас, золоту чашу й дискос з собору святої Софії.
Одночасно, у 1480-х рр. відбулось ряд набігів московських загонів на прикордонні території Великого князівства Литовського, Руського та Жемайтійського. Так, 1487 року князь Іван Воротинський напав на Мезецьк та пограбував його. Литва висловила свій протест проти таких дій Москви, однак Іван ІІІ відмовився задовольнити його. Це й стало поводом для офіційного початку війни.
Московсько—литовсько-руську війну поділяють умовно на два етапи:
- 1 етап 1487—1492 рр.;
- 2 етап 1492—1494 рр.

Перший етап проходив, здебільшого, у прикордонних сутичках на території північно-східних князівств ВЛК.
У 1492—1494 рр., уклавши новий союз із Кримським ханом, Москва здійснила ряд спільних походів на Київщину, Поділля, Волинь і Чернігівщину. Так, 1493 року Менглі-Гірей уже разом з великим князем московським Іваном III провели спільний похід на Київ і Київщину.
У лютому 1494 року — було укладено «Вічний мир», відповідно до якого більша частина т.з. «верховських князівств» відходила до Москви, також Литва погоджувалась на входження до московського князівства — Новгорода, Пскова, Твері й Рязані. Зі свого боку, Москва — відмовлялась від претензій на Смоленськ та Брянськ, які залишались у складі ВКЛ. Крім того, Великий князь Литовський (з 1492 р.) Олександр Яґеллончик одружився з дочкою Івана ІІІ — Оленою.